# Gorsedd bretó

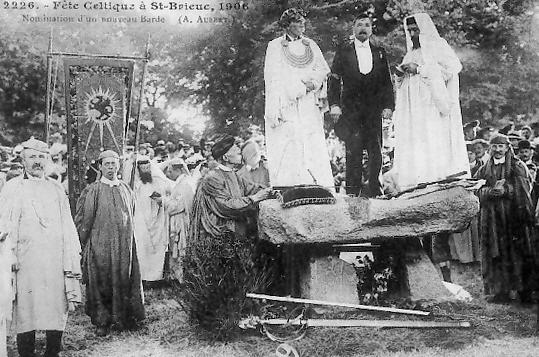
Nomenament d'un nou bard al Gorsedd Digor de 1906 a Saint-Brieuc

Gorsedd bretó (Gorsedd Vreizh, plural gorseddau, del gal·lès tro) és una institució neodruídica que funciona com a Assemblea de Bards i Poetes en bretó. A vegades utilitza el nom Goursez i es reclama afiliat al Gorsedd de Gal·les, seguint la tradició de Théodore Hersart de la Villemarqué, primer poeta bretó reconegut al país de Gal·les, que va recollir la tradició dels cantaires i contadors al Barzaz Breiz, tradició remesa a l'honor per Ti Kaniri Breiz, secció del Gorsedd que promou el cant tradicional i la composició de cants nous.
No s'ha de confondre aquesta tradició, basada en la dels antics celtes, amb el neo-druidisme contemporani, creat en el segle xviii.
Segons Christian-J. Guyonvarc'h i Françoise Le Roux, no hi ha pas "filiació tradicional remuntada als antics druides. Les opinions dels neo-druides són òbviament diferents, incloent al cinquè gran druida de la Gorsedd, Gwenc'hlan Le Scouëzec. Aquesta opinió no és ni justificada històricament ni demostrat per treballs científics, i utilitza cert simbolisme procedent de la maçoneria. El Gorsedd declara en la seva fundació que es consagra a l'estudi, la conservació i el desenvolupament de les Arts, les Lletres i les tradicions celtes. Avui aplega homes i dones residents a la Bretanya històrica inclosos els emigrants i disposada a examinar en tres direccions fraternitat, l'espiritualitat i la nacionalitat (declaració de la Gouesnière 1983).
Cada any celebra una cerimònia pública, el Digor Gorsed, el 3r diumenge de juliol, i sovint hi participen delegacions del País de Gal·les i de Cornualla.

## Fundació del Gorsedd bretó
Théodore Hersart de la Villemarqué (1815-1895) va ser el primer bretó iniciat pel Gorsedd gal·lès, i va prendre el nom bàrdic de Hersaty Kervaker. Va crear una « Fraternité des Bardes de Bretagne » (Breuriez Breiz), però no pensà a crear un Gorsedd.
- 1838: La Villemarqué, Auguste Brizeux i Jean-François Le Gonidec foren nomenats membres honoraris de la Cymdeithas Cymreigyddion y Fenny (Societat dels Gal·lesos d'Abergavenny) [ 5 ]. .
- 1843 (o 1857) : fundació per La Villemarqué de la Breuriez-Breiz (Confraria bretona), on l'activitat és purament literària i lingüística.
- 1867 : Una petita delegació gal·lesa va participar en el Congrés Cèltic Internacional per invitació de la Societat d'Emulació de Côtes-du-Nord.
- 16 d'agost de 1898 : Fundació de la Unió Regionalista Bretona (URB).
- 1899 : una delegació bretona de vint persones és rebuda pel Gorsedd de Gal les per a formar el nucli d'un grup bretó (presentació de l'espasa d'Arthur).
- 1 de setembre de 1900, la nova assemblea constitutiva es reuneix a l'alberg de la Veuve Le Falc'her a Guingamp. Jean Le Fustec Yann ab Gwilherm o Lemenik és nomenat primer gran druida del Gorsedd de la Petita Bretanya.
- 23 de novembre de 1908 : l'associació bàrdica bretona és oficialment declarada com a 'Gorsedd Barzed Gourenez Breiz Izel (Gorsedd dels Bards de la Península de Bretanya).

El nom actual és Breudeuriezh Drouized, Barzhed hag Ovizion Breizh (Fraternitat dels druides, bards i ovats de Bretanya).

## Posicionament filosòfic
El Gorsedd de Bretanya, es defineix com una societat de pensament humanista sense dogmatisme. En la Declaració d'Imbolc de 1988 va condemnar la utilització dels símbols cèltics per l'extrema dreta, així com el racisme i l'antisemitisme. També ha ofert la seva plena adhesió a la Declaració Universal dels Drets Humans de 1948. Aquest canvis foren formalitzats per Gwenc'hlan Le Scouëzec i confirmats pel seu successor.

## Grans Druides
- Jean Le Fustec de 1900 a 1903.
- Erwan Berthou-Kaledvoulc'h de 1904 a 1932.
- François Taldir-Jaffrenou de 1933 a 1955.
- Pêr Loisel-Eostig Sarzhaw de 1956 a 1980.
- Gwenc'hlan Le Scouëzec de 1981 a 2008.
- Per Vari Kerloc'h des de 2008.